# Idioma inglés
El idioma inglés (Englishⓘ) es una lengua germánica occidental perteneciente a la familia de lenguas indoeuropeas, que surgió en los reinos anglosajones de Inglaterra. El inglés es el idioma más hablado en el mundo así como el tercer idioma con más hablantes nativos, después del chino mandarín y el español.
Asimismo, el inglés es el único idioma que es oficial en los cinco continentes. Además, es el idioma principal de la angloesfera (el conjunto de naciones industrializadas de habla inglesa), y también se habla ampliamente en áreas del Caribe, África, Asia del Sur, Sudeste Asiático y Oceanía.
Es la lengua oficial de muchos países de la Mancomunidad de Naciones y una de las lenguas oficiales en 59 Estados soberanos. Es uno de los idiomas oficiales de la Unión Europea y de las Naciones Unidas. También ha llegado a ser la lengua de facto de la diplomacia, ciencia, comercio internacional, turismo, aviación, entretenimiento y del internet.
Históricamente, el inglés moderno se originó a partir de la evolución de diversos dialectos germánicos, ahora llamados de manera colectiva anglosajón, que fueron llevados a la costa oriental de Gran Bretaña por colonizadores germánicos, los anglosajones, hacia el siglo V d. C.
La palabra inglés deriva del término ænglisc aplicado a los anglos. El idioma inglés recibió después las influencias del nórdico antiguo debido a las invasiones vikingas en Gran Bretaña en los siglos VIII y IX. En cambio la mayoría de las palabras del inglés derivan de raíces latinas, pues esta fue la lengua franca del cristianismo y de la vida intelectual europea durante siglos. Además, la conquista normanda de Inglaterra en el siglo XI dio lugar a importantes préstamos lingüísticos del idioma normando (de raíz latina), y las convenciones de vocabulario y ortografía comenzaron a darle una apariencia superficial de proximidad con las lenguas romances, a lo que para entonces se había convertido en el inglés medio. 
El gran desplazamiento vocálico que comenzó en el sur de Inglaterra en el siglo XV es uno de los hechos históricos que caracterizan la emergencia del inglés moderno a partir del inglés medio.
Debido a la importante incorporación de palabras de varias lenguas europeas a lo largo de la historia, el inglés moderno contiene un vocabulario muy amplio. El Oxford English Dictionary contiene más de 250 000 palabras distintas, sin incluir muchos términos técnicos, científicos y de jergas.
Asimismo, a fecha de 2023, es considerada la lengua franca.

## Etimología
La palabra inglés deriva de los anglos, o angleis en francés antiguo, una de las tribus germánicas, originaria del área de Jutlandia, en las actuales Dinamarca y norte de Alemania, que invadieron Inglaterra tras la caída del Imperio romano en el siglo V.

## Aspectos históricos, sociales y culturales

### Historia
El inglés es el idioma más hablado por número total de hablantes. Sin embargo, el inglés es el tercer idioma del mundo en número de hablantes que lo tienen como lengua materna (entre 300 y 400 millones de personas).
Pese a la existencia de otras lenguas internacionales y de idiomas internacionales planificados, como el esperanto o interlingua, que son lenguas francas neutrales aunque con menos hablantes, el inglés constituye hoy en día el principal idioma de comunicación internacional. Esto se debe al predominio de la civilización dominante, que por lo general no adopta otro idioma, sino que, por el contrario, impone el suyo con los privilegios que suponen frente al 96 % de la población mundial en la actualidad. 
Por una razón similar en muchos de los países europeos se hablan lenguas derivadas del latín, que fue el idioma oficial del Imperio romano. Y por estas tendencias, sobre todo las élites intelectuales pasaron del latín al francés, luego al inglés tras el final de la Segunda Guerra Mundial en septiembre de 1945 y se prevé que el inglés disminuya en las siguientes décadas frente a otros idiomas como el español, el árabe o el chino mandarín, entre otros.
Actualmente existen millones de personas que también utilizan como alternativa una lengua auxiliar neutral, sencillas por diseño y no condicionadas a cambios en las potencias mundiales. Sin embargo, según el Informe Grin, que concluye que el uso del esperanto sería la mejor solución a medio y largo plazo para la Unión Europea y sus ciudadanos, es cierto que a corto plazo supondría una inversión o gasto en campañas informativas y en los cambios del proceso de enseñanza y aprendizaje.

#### Orígenes
El inglés desciende del idioma que hablaban las tribus germánicas que migraron desde las costas del mar del Norte, en lo que actualmente son los Países Bajos, el norte de Alemania y parte de Dinamarca, hacia las islas británicas —un territorio de la misma extensión del que acabaría por ser denominado Inglaterra (Englaland 'tierra de los anglos')—. Entre las tribus que migraron, había contingentes de anglos, frisones, jutos y sajones. Su lengua se denomina anglosajón antiguo.
Según la Crónica anglosajona, alrededor del año 449, Vortigern, rey de las islas británicas, extendió una invitación a unos anglos dirigidos por Hengest y Horsa para que le ayudaran contra los pictos. A cambio, a los anglosajones se les concederían tierras en el sureste. Se buscó más ayuda, y en respuesta acudieron anglos, sajones y jutos. La crónica documenta la subsiguiente llegada de «colonos», que finalmente formaron siete reinos: Northumbria, Mercia, Anglia Oriental, Kent, Essex, Sussex y Wessex. Sin embargo, a juicio de la mayoría de los estudiosos modernos, esta historia anglosajona es legendaria y de motivación política.

#### Inglés antiguo

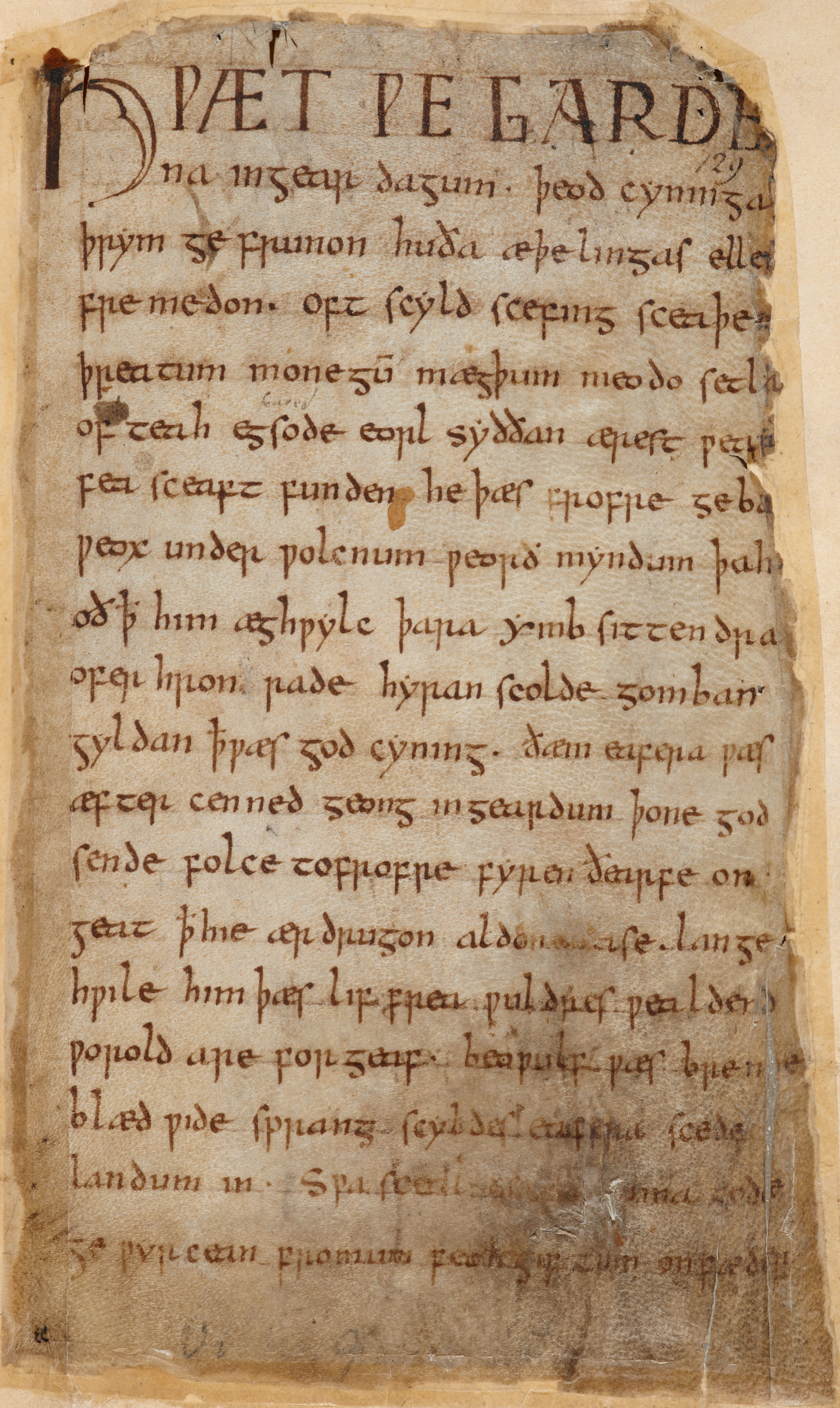
Beowulf, escrito en inglés antiguo.

Estos invasores germánicos dominaron a los habitantes nativos de habla celta britónica y latina. Las lenguas que hablaban estos invasores germánicos formaron lo que se habría de llamar inglés antiguo, que era un idioma emparentado con el frisón antiguo. El inglés antiguo (también denominado anglosajón) tuvo una fuerte influencia de otro dialecto germánico, el nórdico antiguo, hablado por los vikingos que se asentaron principalmente en el noreste de Gran Bretaña. 
Las palabras inglesas English (inglés) y England (Inglaterra) se derivan de palabras que se referían a los anglos: englisc y England. Sin embargo, el inglés antiguo no era un idioma unificado común a toda la isla, sino que se distinguían principalmente cuatro dialectos: mercio, northumbrio, kéntico y sajón occidental.
Desde un punto de vista gramatical, el inglés antiguo presenta muchas similitudes tipológicas con las lenguas indoeuropeas antiguas, como el latín o el griego, y también el alemán moderno. Entre dichas similitudes están la presencia de caso morfológico en el nombre y la diferencia de género gramatical. El sistema verbal era de carácter sintético a diferencia del inglés moderno, que usa más la perífrasis verbal y los verbos auxiliares.

#### Inglés medio
El inglés medio de los siglos XIV y XV presenta importantes cambios tipológicos respecto al inglés antiguo. El inglés medio tipológicamente está más cercano al inglés moderno y las lenguas romances que el inglés antiguo. La principal diferencia entre el inglés medio y el inglés moderno es la pronunciación. En particular, el gran desplazamiento vocálico modificó ampliamente el inventario de vocales, produciendo diptongos a partir de numerosas vocales largas y cambiando el grado de abertura de muchos monoptongos. 
La influencia de la nobleza normanda francoparlante, llegada a la isla en torno a esta época, dejó también efectos en el léxico del inglés medio, que se conservan aún hoy en día. Esto da origen, por ejemplo, a la distinción entre pig (cerdo) y pork (carne de cerdo), siendo la primera de origen germano y la segunda de origen francés (las clases bajas criaban pigs que se convertían en pork para las clases altas).
A partir del siglo XVIII la pronunciación del inglés ya era muy similar a la del inglés moderno. Y a partir de esa época se empezaron a producir la mayor parte de los cambios fonéticos que hoy día son la base de los dialectos modernos.

#### Inglés moderno temprano
El inglés moderno temprano (Early Modern English) es la forma antigua del inglés actual, como una variante del idioma anglosajón y del inglés medio en particular que se practicaba hasta ese entonces. Se trata del inglés que se hablaba principalmente durante el Renacimiento, y más comúnmente asociado al lenguaje literario de William Shakespeare.
Cronológicamente se sitúa entre los siglos XVI y XVIII (entre 1450 y 1700 aproximadamente) en las áreas pobladas por los anglonormandos. Se consolidó en gran medida debido al auge de las letras británicas en dicho período histórico y a los aportes de lenguas extranjeras.
Se considera la fase más evolutiva y cercana al inglés de la actualidad.

### Distribución geográfica
Aproximadamente, 375 000 000 (trescientos setenta y cinco millones) de personas hablan inglés como primer idioma. El inglés hoy en día es, probablemente, la tercera lengua más grande por número de hablantes nativos, tras el chino mandarín y español. Sin embargo, cuando se combinan los hablantes nativos y los no nativos, seguramente sea el idioma más hablado en el mundo, aunque posiblemente en segundo lugar, contando una combinación de los diversos idiomas chinos (dependiendo de si las distinciones en este último se clasifican como "lenguas" o "dialectos").
El inglés es una lengua pluricéntrica, lo que significa que ninguna autoridad nacional establece el estándar para el uso de la lengua. El inglés hablado, por ejemplo, el inglés utilizado en la radiodifusión, por lo general sigue los estándares de pronunciación nacionales que se establecen por costumbre y no por reglamento. 
Los locutores internacionales generalmente se identifican como provenientes de un país en lugar de otro a través de sus acentos, pero los guiones de los lectores de noticias también se componen principalmente en inglés escrito estándar internacional. Las normas del inglés escrito estándar se mantienen únicamente por consenso de los angloparlantes educados de todo el mundo, sin supervisión de ningún gobierno u organización internacional.

#### Países de habla inglesa en orden de hablantes totales
| País           | Total       | Porcentaje de la población | Primera lengua | Como una lengua adicional | Población   | Comentario |
| -------------- | ----------- | -------------------------- | -------------- | ------------------------- | ----------- | --- |
| Estados Unidos | 310 444 149 | 95 %                       | 295 505 953    | 41 938 196                | 332 950 438 | Fuente: American Community Survey: Language Use in the United States: 2007, cuadro 1. Figura para los hablantes de segunda lengua son los encuestados que informaron que no hablan inglés en casa, pero lo saben «muy bien o bien». Las cifras corresponden a la población de 5 años de edad y mayores. No es oficial en el país, (no existe idioma oficial en él) de iure pero lo es de facto. |
| Reino Unido    | 59 600 000  | 98 %                       | 58 100 000     | 1 500 000                 | 60 000      | Fuente: Crystal (2005), p. 109. |
| Canadá         | 35 246 220  | 85 %                       | 17 694 830     | 7 551 390                 | 37 639 030  | Fuente: censo de 2001, Knowledge of Official Languages Archivado el 16 de octubre de 2018 en Wayback Machine. y Mother Tongue Archivado el 16 de octubre de 2018 en Wayback Machine.. La cifra de hablantes nativos comprende 122 660 personas con francés e inglés como lengua materna, además de 17 572 170 personas con inglés y no el francés como lengua materna. |
| Australia      | 21 172 989  | 92 %                       | 20 581 329     | 2 591 660                 | 26 855 288  | Fuente: censo de 2006. La cifra que aparece en la primera columna del idioma que hablan inglés es en realidad el número de residentes en Australia que solo hablan inglés en casa. La columna de texto adicional muestra el número de otros residentes que dicen hablar Inglés "bien" o "muy bien". Otro 5 % de los residentes no declaró su idioma materno o de dominio del inglés. |
| Nueva Zelanda  | 3 673 626   | 91 %                       | 3 008 058      | 665 568                   | 4 027 947   | Fuente: censo de 2006. Las cifras se refieren a las personas que pueden hablar inglés con fluidez suficiente para mantener una conversación cotidiana. La cifra que se muestra en la columna de la primera lengua indicando el número de personas que lo hablan como tal es en realidad el número de residentes de Nueva Zelanda que informaron de que hablaban Inglés solamente, mientras que la columna de idioma adicional muestra el número de residentes de Nueva Zelanda que informaron de que hablaban inglés como uno de dos o más idiomas. |

#### Países donde la mayoría de la población habla inglés
El inglés es el idioma principal en Anguila, Antigua y Barbuda, Australia, las Bahamas, Barbados, Belice, Bermudas, Territorio Británico del Océano Índico, las Islas Vírgenes Británicas, Canadá, Islas Caimán, Dominica, las Islas Malvinas, Gibraltar, Granada, Guam, Guernsey, Guyana, Irlanda, Isla de Man, Jamaica, Jersey, Montserrat, Nauru, Nueva Zelanda, Islas Pitcairn, Santa Helena, Ascensión y Tristán da Cunha, San Cristóbal y Nieves, San Vicente y las Granadinas, Santa Lucía, Singapur, Islas Georgias del Sur y Sandwich del Sur, Trinidad y Tobago, las Islas Turcas y Caicos, el Reino Unido y los Estados Unidos.
Entre los países donde el inglés no es la lengua más hablada, pero es una lengua oficial, figuran Botsuana, Camerún, los Estados Federados de Micronesia, Fiyi, Gambia, Ghana, Hong Kong, India, Kenia, Kiribati, Lesoto, Liberia, Malta, Islas Marshall, Mauricio, Namibia, Nigeria, Pakistán, Palaos, Papúa Nueva Guinea, Filipinas, Ruanda, Samoa, Seychelles, Sierra Leona, Islas Salomón, Sri Lanka, Sudán, Sudán del Sur, Suazilandia, Tanzania, Uganda, Zambia y Zimbabue. También hay países en los que en alguna parte de su territorio el inglés se convirtió en una lengua cooficial, por ejemplo, Islas de la Bahía de Honduras, la Costa de Mosquitos de Honduras y Nicaragua, San Andrés y Providencia de Colombia, como resultado de la influencia de la colonización británica en la zona.
El inglés es una de las doce lenguas oficiales que tienen el mismo estatus en Sudáfrica. También es el idioma oficial en los territorios dependientes actuales de Australia (la Isla Norfolk, Isla de Navidad y la Isla de Cocos) y de los Estados Unidos (Samoa Americana, Guam, Islas Marianas del Norte, Puerto Rico (en Puerto Rico, el inglés es cooficial con el español), y las Islas Vírgenes de los Estados Unidos), y la excolonia británica de Hong Kong.
Aunque el gobierno federal de los Estados Unidos no tiene lenguas oficiales, el inglés tiene el estatus oficial de 30 de los 50 gobiernos estatales. Con un estatus inferior al oficial, el inglés es también una lengua importante en varias excolonias y protectorados del Reino Unido, por ejemplo, Baréin, Bangladés, Brunéi, Chipre, Malasia y los Emiratos Árabes Unidos.

#### Inglés como lengua global
Como el inglés es ampliamente hablado, a menudo se le ha denominado «idioma del mundo», la lengua franca de la era moderna. Si bien no es un idioma oficial en la mayoría de los países, es actualmente la lengua que se enseña con más frecuencia como lengua extranjera. Por un tratado internacional, es el idioma oficial de comunicación aeronáutica, y marítima. El inglés es uno de los cinco idiomas oficiales de Naciones Unidas y muchas otras organizaciones internacionales, incluido el Comité Olímpico Internacional.
El inglés es el idioma más estudiado en el mundo. En la Unión Europea, el grado de conocimiento es variable y según la percepción de la utilidad de las lenguas extranjeras entre los europeos el inglés está con el 67 % por delante del alemán del 17 % y el 16 % para el francés (a partir de 2012). Entre algunos de los países de habla no inglesa de la UE, los siguientes porcentajes de la población adulta afirmaban ser capaces de conversar en inglés en 2012: el 90 % en los Países Bajos, el 89 % en Malta, el 86 % en Suecia y Dinamarca, el 73 % en Chipre y Austria, el 70 % en Finlandia, y más del 50 % en Grecia, Luxemburgo, Eslovenia y Alemania. En 2012, exceptuando de los hablantes nativos, el 38 % de los europeos considera que podían hablar inglés, pero solo el 3 % de los japoneses lo hablaban.
En muchos países de todo el mundo están disponibles libros, revistas y periódicos escritos en inglés, y el inglés es el idioma más utilizado en las ciencias. El Science Citation Index registró que ya en 1997 el 95 % de sus artículos fueron escritos en inglés, a pesar de que solo la mitad de ellos procedía de autores de los países de habla inglesa.
La literatura en inglés predomina considerablemente con el 28 % de todos los volúmenes publicados en el mundo [Leclerc 2011] y el 30 % del contenido de la web en el año 2011 (del 50 % en 2000).
Este creciente uso del idioma inglés a nivel mundial ha tenido un gran impacto en muchos otros idiomas, lo que lleva a la sustitución de alguna lengua e incluso la muerte de las lenguas, y se han producido reclamaciones de imperialismo lingüístico. El inglés se muestra como uno de los idiomas más abiertos al cambio, con múltiples variedades regionales que retroalimentan a la lengua en su conjunto.

## Descripción lingüística
Las variedades del inglés son muy similares en cuanto a su pronunciación en las consonantes; la mayor parte de las variaciones se refieren a las vocales

### Clasificación
El inglés es una lengua indoeuropea del grupo germánico occidental. Aunque debido a la sociolingüística de las islas británicas a partir de las invasiones vikingas y la posterior invasión normanda, ha recibido importantes préstamos de las lenguas germánicas septentrionales y del francés, y gran parte de su léxico ha sido reelaborado con cultismos latinos. Las dos últimas influencias hacen que el inglés sea probablemente una de las lenguas germánicas más atípicas tanto en vocabulario como en gramática.
El pariente lingüístico vivo más similar al inglés sin duda es el frisón, un idioma hablado por aproximadamente medio millón de personas en la provincia neerlandesa de Frisia, cercana a Alemania, y en unas cuantas islas en el mar del Norte. La similitud entre el frisón y el inglés es más clara cuando se compara el frisón antiguo con el inglés antiguo, ya que la reestructuración del inglés por las influencias extranjeras ha hecho del inglés moderno una lengua notablemente menos similar al frisón de lo que era en épocas antiguas.

### Fonología
El inventario de consonantes del inglés consta de 25 elementos (algunas variedades de Escocia y Norteamérica llegan a las 27 al incluir 2 fricativas sordas adicionales):
|                      | Labial  | Dental   | Interdental | Alveolar          | Alv.-pal.   | Alv.vel.       | Velar     | Labiovelar | Glotal  |
| -------------------- | ------- | -------- | ----------- | ----------------- | ----------- | -------------- | --------- | ---------- | ------- |
| Oclusivas/ Africadas | /p/ pit | /tʲ/ tin |             |                   | /tʃ/ cheap  |                | /k/ cut   |            |         |
| Oclusivas/ Africadas | /b/ bit | /dʲ/ din |             |                   | /dʒ/ jeep   |                | /ɡ/ gut   |            |         |
| Fricativas           | /f/ fat |          | /θ/ thin    | /s/ sap           | /ʃ/ she     |                | /x/* loch | /ʍ/* which | /h/ ham |
| Fricativas           | /v/ vat |          | /ð/ then    | /z/ zap           | /ʒ/ measure |                |           |            |         |
| Nasales              | /m/ map |          |             | /n/ nap           |             |                | /ŋ/ bang  |            |         |
| Aproximantes         |         |          |             | /lʲ/ left /ɹ/ run | /j/ yes     | /ɫ/ milk, call |           | /w/ we     |         |

Los fonemas con asterisco (*) solo están presentes en algunas variedades de inglés (especialmente el Inglés de Escocia y algunas variedades de Estados Unidos y Canadá), el resto son universales y aparecen en todas las variedades. Cada uno de estos fonemas puede presentar variaciones alofónicas según el contexto fonético. Por ejemplo:
- las oclusivas sordas suenan fuertemente aspiradas a principio de palabra y menos aspiradas precedidas de s-. Compárense pin [pʰɪn] / spin [spɪn], Kate [kʰeɪtʲ]/ skate [skeɪtʲ], tone [tʰoʊn] / stone [stoʊn]
- la aproximante lateral /lʲ/ tiene un sonido "claro" (no-velarizado) en la posición de ataque silábico (left [lʲeftʲ], blow [blʲow]) y un sonido "oscuro" (velarizado) en posición de coda silábica (milk [mɪɫk]).

### Ortografía
La ortografía del inglés se fijó aproximadamente hacia el siglo XV. Aunque desde entonces la lengua ha sufrido importantes cambios fonéticos, especialmente en las vocales, lo cual hace que la ortografía no sea una guía segura para la pronunciación. A modo de ejemplo podemos considerar la secuencia -ea-, que tiene hasta ocho pronunciaciones diferentes solo parcialmente predecibles a partir del contexto fonético. El símbolo ɚ indica el sonido /ɹ/ al final de sílaba o palabra. Por su parte, el símbolo ɝ es parecido al anterior, pero con un sonido vocal pronunciado no tan claramente. (véase Acento rótico y no rótico).
| Sonido     | Ortografía          | transcripción AFI                  | Significado                      |
| ---------- | ------------------- | ---------------------------------- | -------------------------------- |
| [e], [ɛ]   | head, health        | [hedʲ]/[hɛdʲ], [heɫθ]/[hɛɫθ]       | 'cabeza', 'salud'                |
| [iː]       | heap, heat          | [hiːp], [hiːtʲ]                    | 'montón', 'calor'                |
| [ɜː], [ɝ]  | heard, hearse       | [hɜːdʲ]/[hɝdʲ], [hɜːs]/[hɝs]       | 'oído' (de oír), 'coche fúnebre' |
| [ɑː], [ɑɹ] | heart, hearken      | [hɑːtʲ]/[hɑɹtʲ], [hɑːkən]/[hɑɹkən] | 'corazón', 'escuchar'            |
| [ɛə], [ɛɚ] | bear                | [bɛə]/[bɛɚ]                        | 'aguantar', 'soportar'; 'oso'    |
| [ɪə], [ɪɚ] | beard, hear         | [bɪədʲ]/[bɪɚdʲ]; [hɪə]/[hɪɚ]       | 'barba', 'oír'                   |
| [eɪ]       | break, great, steak | [bɹeɪk], [gɹeɪtʲ], [steɪk]         | 'romper', 'grandioso', 'bistec'  |
| [iˈeɪ]     | create              | [kɹiˈeɪtʲ]                         | 'crear'                          |
Las palabras en inglés no se acentúan, también los signos de interrogación y exclamación solo se colocan al final de cada frase.

### Gramática
El inglés presenta muchos de los rasgos típicos de las lenguas europeas. El nombre presenta diferencia entre singular y plural. En inglés moderno, a diferencia de su antecesor el inglés antiguo, el nombre no hace distinciones de género o caso. Las diferencias de caso se restringen en inglés moderno al pronombre, tal como sucede por ejemplo en las lenguas romances.
En el sistema verbal el inglés, al igual que el alemán y las lenguas romances, ha sufrido una evolución similar. Se han creado «formas compuestas de perfecto» para expresar el aspecto perfecto y «formas perifrásticas» con el verbo ser para expresar el aspecto progresivo o continuo. Otra similitud es el desarrollo de formas de futuro a partir de verbos auxiliares. Una diferencia importante entre el inglés y otras lenguas germánicas y romances es el debilitamiento del modo subjuntivo.
Igualmente el inglés, al igual que el alemán, el neerlandés o las lenguas románicas, ha creado artículos definidos genuinos a partir de formas demostrativas.

### Léxico

Influencias en el vocabulario del inglés

El léxico del inglés actual está formado por un núcleo de palabras patrimoniales directamente heredadas del inglés antiguo, entre las cuales se encuentran la mayor parte de las palabras puramente gramaticales, así como la mayor parte de las palabras más frecuentes. Sin embargo, entre las formas léxicas de frecuencia media o pequeña predominan los préstamos del latín y del francés, que suelen ser cultismos, aunque también tienen penetración en el léxico habitual.
En efecto entre las diez mil palabras más frecuentes, poco más de una tercera parte son palabras de origen germánico, mientras que más del 60 % son palabras de origen latino o romance. La siguiente tabla muestra la preponderancia de las diferentes procedencias del léxico en términos de frecuencia.
| Frecuencia | Inglés antiguo | Francés | Latín | Germánico | Germánico | Otras |
| Frecuencia | Inglés antiguo | Francés | Latín | Nórdico   | Otras     | Otras |
| ---------- | -------------- | ------- | ----- | --------- | --------- | ----- |
| 1-1000     | 83 %           | 11 %    | 2 %   | 2 %       | 2 %       | 2 %   |
| 1001-2000  | 34 %           | 46 %    | 11 %  | 2 %       | 7 %       | 7 %   |
| 2001-3000  | 29 %           | 46 %    | 11 %  | 1 %       | 10 %      | 10 %  |
| 1- 10000   | 32 %           | 45 %    | 17 %  | 4 %       | 4 %       | 2 %   |

Las palabras derivadas del inglés antiguo, popularmente llamadas «germánicas», connotan seriedad y dedicación, algo como palabras castizas en castellano.[cita requerida] Cuando Winston Churchill dijo, en su primer discurso como primer ministro del Reino Unido (1940), que lo único que podría ofrecer a su pueblo en guerra fue «blood, toil, tears, and sweat» (‘sangre, esfuerzo, lágrimas y sudor’), la toma en serio de la situación está demostrada en su empleo de palabras exclusivamente germánicas. En cambio, un uso abundante de palabras románicas, en general derivadas del francés, indica trivialidad o burocracia. En documentos legales del pasado era frecuente el uso de pares de palabras sinónimas, uno de origen anglosajón y otro románico, como last will and testament (‘último testamento’), para evitar malentendidos. La ascendencia de las palabras en inglés puede facilitar conclusiones antropológicas: los animales sheep, pig y cow (oveja, cerdo, vaca) son germánicas, mientras los nombres de las carnes derivadas de estos animales son románicas: mutton (no usado en Estados Unidos), pork, beef. Lo cual indica la clase social que cuidaba los animales —los conquistados anglosajones— y quienes disfrutaban de sus carnes: los conquistadores normandos (franceses).

### Sistema de escritura
El inglés usa el alfabeto latino sin ninguna adición, salvo en las palabras tomadas directamente de otros idiomas con abecedarios diferentes. Sin embargo, históricamente el inglés antiguo había usado signos especiales para algunos de sus sonidos: < Ā, Æ, Ǣ, Ǽ, Ċ, Ð, Ē, Ġ, Ī, Ō, Ū, Ƿ, Ȳ. Þ, Ȝ > y las correspondientes minúsculas < ā, æ, ǣ, ǽ, ċ, ð, ē, ġ, ī, ō, ū, ƿ, ȳ, þ, ȝ >.
Otra característica de la ortografía moderna del inglés es la existencia de una gran cantidad de contracciones:
They're, contracción de They are = Ellos/as son/están.
She isn't o She's not, contracción de She is not = Ella no es.
I'd eat, contracción de I would eat = Yo comería
You'll see, contracción de You will see = Tú verás
Cabe decir que estas contracciones suelen utilizarse mayoritariamente en el habla coloquial y en menor medida en la formal.

## Otros aspectos

### Estatus del idioma
- Idioma oficial de facto: Reino Unido, Estados Unidos y Australia.
- Idioma oficial de iure en: Fiyi, Belice, Botsuana, dependencias de los Estados Unidos, dependencias del Reino Unido, Ghana, Gambia, Guyana, Hong Kong (China), Islas Salomón, Jamaica, Lesoto, Liberia, Malaui, Mauricio, Nauru, Nigeria, Papúa Nueva Guinea, Samoa Americana, Sierra Leona, Suazilandia, Sudán del Sur, Uganda, Zambia y Zimbabue.
- Idioma cooficial: Camerún, Canadá, Filipinas, Irlanda, Kenia, Kiribati, Islas Marshall, India, Malasia, Malta, Namibia, Nueva Zelanda, Pakistán, Puerto Rico (EE.UU), Seychelles, Singapur, Sudáfrica, Sudán, Tanzania, Tokelau y Tonga.
- Minorías en: Antillas Neerlandesas, Samoa, Tuvalu, Tailandia, etc.

### Los tipos de inglés más hablados en el mundo
- Inglés estadounidense
- Inglés británico

### Niveles del Inglés
Los niveles de dominio del idioma inglés (como los de todas las lenguas) se basan en lo definido por El Marco Común Europeo de Referencia para las Lenguas (MCER), que es el sistema que define y explica los diferentes niveles de expresión y comprensión oral y escrita que tiene una persona respecto de una lengua que no es su lengua materna. Este estándar se utiliza principalmente en Europa, aunque hay varios países que lo utilizan como referencia.
En el caso de estudiantes o de personas que necesitan certificar su nivel de inglés para estudiar, trabajar o solicitar una beca en el extranjero, el MCER les permite comparar la puntuación o nivel obtenidos en exámenes como Cambridge, IELTS o Aptis con el que les exigirán en instituciones de enseñanza o empresas internacionales.
El Marco común europeo de referencia establece una escala de seis niveles comunes de referencia para la organización del aprendizaje de lenguas y homologación de los distintos títulos emitidos por las entidades certificadas.